# Elaeocarpus surigaensis
Elaeocarpus surigaensis är en tvåhjärtbladig växtart som beskrevs av Merrill. Elaeocarpus surigaensis ingår i släktet Elaeocarpus och familjen Elaeocarpaceae. Inga underarter finns listade i Catalogue of Life.